# Малєєв Георгій Васильович
Георгій Васильович Малєєв (11 лютого 1924, Гришине, тепер місто Покровськ, Донецька область — 13 серпня 1994, місто Донецьк, Донецька область) — фахівець у галузі гірничого устаткування, професор, кандидат технічних наук, заслужений працівник вищої школи Української РСР, лауреат Державної премії Української РСР, в 1968—1989 роках ректор Донецького політехнічного інституту. Депутат Верховної Ради СРСР 8-го скликання.

## Біографія
Народився 11 лютого 1924 року в місті Красноармійську (тепер Донецької області).
З 1941 по 1946 рік служив у Радянській армії. Учасник німецько-радянської війни, воював в Україні, Болгарії, Румунії, Югославії, Угорщині, Австрії, мав низку нагород за участь у бойових діях.
У 1946−1951 роках — студент Донецького індустріального інституту імені Хрущова за спеціальністю «Гірниче машинобудування», закінчив інститут із відзнакою. Член ВКП(б) з 1951 року.
Уся його трудова діяльність практично повністю пов'язана з Донецьким політехнічним інститутом: в 1951−1954 роках — асистент кафедри «Теоретична механіка»; в 1954−1956 роках — аспірант, в 1957−1960 роках — доцент кафедри «Гірничі машини» та заступник декана Донецького політехнічного інституту.
У 1960−1962 роках — ректор Краматорського вечірнього індустріального інституту Сталінської (Донецької) області.
У 1962−1964 роках — доцент кафедри «Гірничі машини» і декан гірничоелектромеханічного факультету Донецького політехнічного інституту.
У 1964−1966 роках — директор Краматорського науково-дослідного інституту важкого машинобудування Донецької області.
У 1968−1989 роках — ректор Донецького політехнічного інституту та доцент (професор) кафедри «Гірничі машини».
У 1989−1994 роках — професор кафедри «Гірничі машини» Донецького політехнічного інституту.
Кандидат технічних наук (1956), доцент (1959), професор (1974), заслужений працівник вищої школи Української РСР (1970). У 1970−1980 роках — голова ради ректорів вузів Донецької області, депутат Верховної Ради СРСР (член постійної комісії з вищої освіти), співголова науково-методичного об'єднання «Гірниче» при Мінвузі СРСР. Обирався заступником голови Донецького обласного товариства «Знання».
Помер 13 серпня 1994 року.

## Наукова робота
Зробив великий внесок у розвиток навчально-методичної роботи і матеріальної бази інституту, в організацію розробки типових програм для вузів СРСР із дисциплін гірничо-механічного циклу, у створення активних методів навчання і творчої підготовки студентів.
Співавтор фундаментального підручника «Проектирование й конструирование горных машин й комплексов», удостоєного Державної премії УРСР в галузі науки і техніки (1990), і навчального посібника «Горные машины» (1961, співавтори Я. І. Альшиц, Б. А. Верклов та інші).
Талановитий лектор, методист і організатор вищої освіти і науки. Один із засновників наукової школи в галузі теорії робочих процесів гірничих машин і методів підвищення їх технічного рівня. У рамках цієї школи виконаний великий комплекс досліджень, результати яких використані при проектуванні і серійному випуску комбайнів для очисних робіт у вугільних шахтах.
Підготував 11 кандидатів наук, опублікував більше 100 наукових робіт, у тому числі 20 винаходів. Серед публікацій співавтор статей:
- «Выравнивание скорости перемещения добычных комбайнов при помощи динамического гасителя колебаний» (Изв. вузов. Горн, журнал — 1972 — № 5);
- «Формирование вектора возмущения на шнекових исполнительных органах угледобывающих комбайнов» (Изв. вузов. Горн, журнал. — 1975. — № 10).

## Нагороди, пам'ять

меморіальна дошка

Нагороджений орденами Леніна, Жовтневої революції, Трудового Червоного Прапора, Знак Пошани, Вітчизняної війни II ступеня, багатьма медалями, відомчими знаками і грамотами.
В Донецьку, на будівлі Донецького національного технічного університету за адресою вул. Артема, 58, де навчався і працював Георгій Малєєв, встановлено меморіальну дошку.